# Ozljeda prednjeg križnog ligamenta
Ozljeda prednjeg križnog ligamenta je ozljeda koja se javlja zbog toga što je koljeno zglob koji svakodnevno podnosi veliko opterećenje. Budući da ligamenti stabiliziraju i kontroliraju pokrete koljena, svako puknuće ligamenata vodi ka gubitku stabilnosti koljena i boli u koljenu.
Bol najčešće pogađa športaše i bivše športaše, pretile osobe velike težine i osobe koje u tijelo ne unose dovoljno minerala i kalcija, zbog čega im koštano tkivo slabi.
Prednji križni ligament je važni unutarnji stabilizator koji ograničava hiperekstenziju. Kad se biomehaničke granice ligamenta prijeđu, odnosno prerastegne se ligament, ozljeđuje se, često s hiperekstenzijskim mehanizmom. Nekad se ovo pojavljivalo u športu kao kontaktna ozljeda, kad su druge strukture bile često uključene. Posebice ozbiljni oblik kontaktne ozljede naziva se nesretna trijada ili "O'Donaghueva trijada", a u nju ulazi prednji križni ligament, medijalni kolateralni ligament i medijalni menisk.
Prednji križni ligament sprječava da zglobna glavica ne «pobjegne» prema naprijed pri mnogobrojnim športskim aktivnostima. Ozljeda se rješava operacijski, premda je bilo športaša koji su se uspjeli vratiti punoj športskoj aktivnosti poslije ove ozljede, a da nisu napravili operativnog zahvata. Međutim, bilo je mnogo onih koji su pokušali proći bez operacije, zbog čega su uslijedili nizovi problema pa su na kraju bili prisiljeni učiniti operativni zahvat.
Od ove ozljede često pate košarkaši, skijaši i tenisači,nogometaši, igrači američkog nogometa, australskog nogometa, ragbija, profesionalni hrvači, borci borilačkih vještina i umjetničke gimnastičarke. Triput se češće ova ozljeda javlja kod žena nego kod muškaraca.